# 军刀 (坦克)
军刀是战斗侦察车 (履带式)的衍生型号，其特点是轮式狐式装甲侦察车的炮塔安装在履带式FV101蝎式的车体上。

## 研发史
这种英国混合动力战车的推出是为了以一种更廉价的方式生产与30毫米火炮武装的FV107弯刀履带式侦察车类似的战车，但炮塔外形略低。它于1995年投入使用。在最初的实战演习中，发现了一些缺陷。特别是，该车缺乏防御能力。因此供应商对军刀的炮塔进行了修改，包括重新设计的烟雾弹发射器和L94A1 7.62毫米链炮取代了标准7.62毫米L37A1通用机枪，用于增强对人员的杀伤。弹药仓位于机枪的侧面，使其比弹带供弹的机枪能够更快地重新装弹。
英国发起了未来侦察兵和骑兵系统/TRACER以取代军刀和弯刀。1996年，美国加入了该项目。2001年，英国和美国都退出了该联合计划。
狐式炮塔和蝎式底盘的结合并不成功，军刀于2004年从英国陆军退役。

## 规格
- 烟雾弹发射器
- 弹药：
  - 30毫米口径（英语：30 mm caliber）：160发增强型穿甲弹（APEP）和高爆弹（HE）
  - 7.62 mm：3000发

## 引用
1. ↑  Staff Writer, , Military Factory,   [2021-10-11], （原始内容存档于2023-02-05）
2. ↑  Baumgardner, Neil. . Defense Daily International. 2001-06-08  [2022-02-17]. ProQuest 217294908. （原始内容存档于2022-12-09）.
3. ↑  . Inside the Army 8 (42) (Inside Washington Publishers). 1996-10-21: 5  [2022-02-08]. JSTOR 43979553. （原始内容存档于2023-09-30）.
4. ↑  Winograd, Erin Q. . Inside the Army 13 (42) (Inside Washington Publishers). 2001-10-22: 1, 9–11  [2022-02-08]. JSTOR 24819092. （原始内容存档于2023-10-01）.
5. ↑  英格拉姆先生, 国家武装部队部长. . . 下议院. 2006-07-04. 第912W–913W卷. （页面存档备份，存于）

| 论 编 | 二戰後歐洲裝甲戰鬥車輛 |